# フランク・ワット
フランク・ワット（Frank Watt）は、イングランドのニューカッスル・ユナイテッドの最初の非公式監督である。以前のレフェリー、ワットは、1895年12月に秘書に任命されて、1935年までポジションを保持した。彼はチームを制御しコントロールできなかったので、彼は監督としての技術がなかった。